# Gustav Blumröder
Gustav Philipp Blumröder (* 27. Juni 1802 in Nürnberg; † 23. Dezember 1853 ebenda) war ein deutscher Arzt, Psychiater, Politiker und Schriftsteller. Pseudonyme von ihm sind Antonius Anthus und Bernhard Brummer.

## Leben
Blumröder absolvierte das Gymnasium Aegidianum in Nürnberg (heute Melanchthon-Gymnasium Nürnberg). Ab 1820 studierte er an der Universität Erlangen zunächst Theologie und wurde Mitglied der burschenschaftlich geprägten Studentenverbindung Concordia Erlangen, 1821 wurde er Mitstifter des Corps Bavaria Erlangen. Er wechselte jedoch noch 1820 zur Medizin in Erlangen und Würzburg, dort unter anderem bei Johann Lukas Schönlein. Nach seiner Promotion 1826 zum Dr. med. mit der Arbeit „De hypnoticis“ und seiner 1827 erfolgten Staatsprüfung erfuhr Blumröder ab 1828 seine weitere wissenschaftliche Ausbildung u. a. in den Spitälern zu Berlin, Wien und Paris bzw.  verschiedenen „Irrenanstalten“. 1828 wurde er Armen- und Spitalarzt in Hersbruck. 1835 wurde er Gerichtsarzt in Kirchenlamitz im Fichtelgebirge. Er veröffentlichte  eine Reihe von   Abhandlungen zur Psychiatrie und  1836  sein Hauptwerk Ueber das Irreseyn, oder anthropologisch-psychiatrische Grundsätze. Er trat zudem als Mitherausgeber der Blätter für Psychiatrie (mit Johann Baptist Friedreich; Erlangen 1837–1838) und als Rezensent medizinischer Literatur hervor.
Neben seinen wissenschaftlich-medizinischen Arbeiten betätigte sich Blumröder unter verschiedenen Pseudonymen auch literarisch: Er schrieb einen Roman mit dem Titel Morano. Ein Roman aus den Papieren des Baron D-n. (1823, 2. Aufl. 1834) sowie das Lustspiel Shakspeare's Affe, oder Leben und Lieben (1841) und Ein Preislustspiel (1842; nicht mehr auffindbar!). 1838 erschienen zwölf unterhaltsame Vorlesungen über Esskunst, die bis in die Gegenwart mehrere Auflagen erfuhren. Darin wird unter anderem die Sitte des Anstandsrests („Reputationsbissen“) als veraltet bezeichnet.
1848 wurde Blumröder als Abgeordneter seines Bezirkes (Wunsiedel) zu der in der Paulskirche zu Frankfurt tagenden Nationalversammlung entsandt (18. Mai 1848 bis 18. Juni 1849 Westendhall, Märzverein). Nach deren Auflösung 1849 kehrte Blumröder nach Kirchenlamitz zurück. Im August desselben Jahres wurde er, aufgrund seiner Beteiligung am Rumpfparlament, verhaftet. Er blieb wegen Hochverrats vier Monate in Haft und durfte anschließend nicht mehr als Gerichtsarzt arbeiten. 1850 wurde er endgültig in den Ruhestand versetzt. Blumröder zog daraufhin von Kirchenlamitz zurück in seine Geburtsstadt Nürnberg, wo er 1853 an Lungentuberkulose verstarb.

## Werke
- Morano. Ein Roman aus den Papieren des Baron D-n. J. J. Lechner, Nürnberg 1823. Google; 2. Aufl. 1834 Uni Frankfurt
- Dissertatio inauguralis medica de hypnoticis. Kunstmann, Erlangen 1826. (Erlangae, Univ., Med. Diss., 1826) BSB
- Antonius Anthus: Ueber das Irreseyn, oder anthropologisch-psychiatrische Grundsätze. Für Aerzte und Psychologen. Otto Wigand, Leipzig 1836.  BSB
- Nikolaus Anton Friedreich. Ein biographischer Denkstein. [Würzburg] 1837. BSB
- Ueber religiösen Trübsinn. In: Blätter für Psychiatrie hrsg. J. B. Friedrich und G. Blumröder. 1. Heft. J. J. Palm und Ernst Enke, 1837, S. 14–26. Google
- Antonius Anthus: Vorlesungen über Esskunst. Otto Wigand, Leipzig 1838. Google
  - Vorlesungen über Esskunst. Otto Wigand, Leipzig 1838 (unter dem Pseudonym Antonius Anthus; Digitalisat und Volltext im Deutschen Textarchiv). Neuausgabe 2006 u.d.T.: Vorlesungen über die Eßkunst. „Ernst ist das Leben, heiter ist die Kunst“ (= Die andere Bibliothek. Band 264). Hrsg. und mit einem Nachwort versehen von Alain Claude Sulzer. Mit Vignetten von Stephan Jon Tramèr. Eichborn, Frankfurt am Main 2006, 316 S., ISBN 978-3-8218-4578-4.
- Bernhard Brummer: Shakespeare's Affen oder Leben und Liebe. Ein Schauspiel in fünf Akten. Smidth, Amberg 1841. BSB
- Briefe eines alten Erlanger Bayern. Die Studentenbriefe des Schriftstellers und Arztes Gustav Blumröder ins Elternhaus aus den Jahren 1820–1824 im Besitz des Corps Bavaria in Erlangen. Hrsg. von Robert Paschke, Erlangen 1931
- (Unterzeichner): Betreffend das Kapitel Reich und Reichsgewalt. Indem wir im Beginn des neuen Jahres mit einem ferneren Berichte vor unsere Wähler treten. Verein in Westendhall. Druck Streng und Schneider, Frankfurt a. M. 1849. Flugschriften 1848. Universitätsbibliothek UB